# راجعين
راجعين هي أغنية منفردة لـ 25 فنانًا مختلفًا من 11 دولة في الشرق الأوسط وشمال إفريقيا. صدرت في 31 أكتوبر 2023 للتوعية بمعاناة الفلسطينيين وسط الحرب الفلسطينية الإسرائيلية. وتبرعوا بجميع عائدات الأغنية إلى صندوق إغاثة أطفال فلسطين.

## فنانون المشاركون
شارك في الأغنية 25 فنانا، منهم سيف الصفدي، دانا صلاح، غالية شاكر، عفروتو، نوردو، سيف الشروف، الأخرس، عصام النجار، أمير عيد، بالتي، وسام قطب، دينا الوديدي، بطاينة، عمر رمال، ال يونغ، رندار، فورتكس، سمول إكس، علاء، فؤاد جريتلي، دنيا وائل، زين، مروان موسى، دافنشي ومروان بابلو.

## المواضيع
تتناول الأغنية مجموعة من المواضيع المتعلقة بالصراع الإسرائيلي الفلسطيني، مثل تهجير الفلسطينيين ودعم الغرب لإسرائيل ورغبة الفلسطينيين في العودة إلى أرضهم. كما ذكرت عدة حوادث محددة، مثل مقتل محمد الدرة خلال الانتفاضة الثانية، ومجزرة المستشفى الأهلي العربي.

## استقبال
كتبت أسمهان قرجولي لمؤسسة الدراسات الفلسطينية: